# Impresora matricial

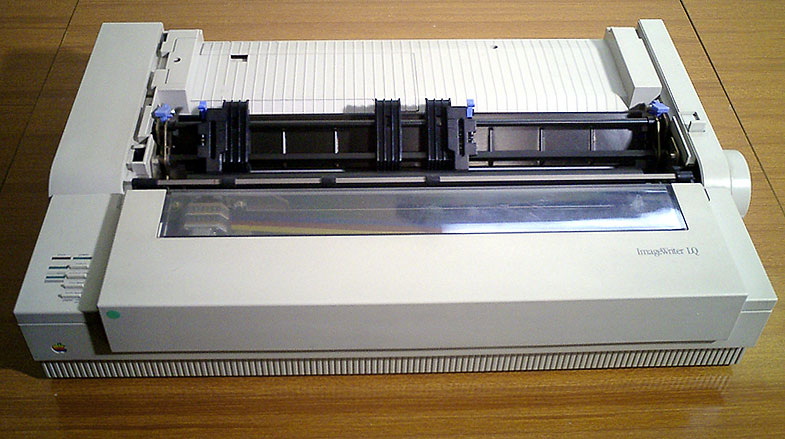
Apple ImageWriter LQ de 27 pines,.

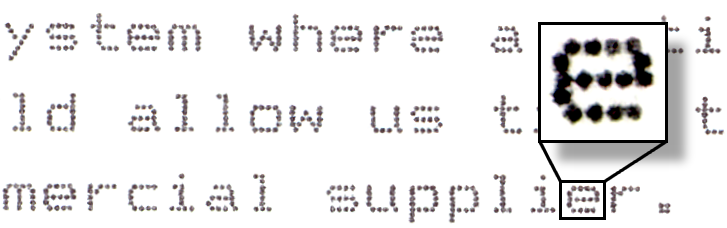
Resultado típico de una impresora matricial operando en modo no-NLQ. Esta imagen representa un área de impresión de aproximadamente 4.5cm x 1.5cm.

La impresora matricial o impresora de matriz de puntos es un tipo de impresora con la cabeza de impresión que se 
desplaza de izquierda a derecha imprimiendo sobre la página por impacto, oprimiendo una cinta de tinta contra el papel, de forma similar al funcionamiento de una máquina de escribir. Al contrario que las máquinas de escribir o impresoras de margarita, las letras son obtenidas por selección de puntos de una matriz, y por tanto es posible producir distintos tipos de letra, y gráficos en general.
Por la presión mecánica que requiere la impresión, estas impresoras pueden crear copias carbón.
Esta tecnología fue comercializada en primer lugar por Digital Equipment Corporation.[cita requerida]
Técnicamente, el término "matricial" es inapropiado, porque casi todas las impresoras de inyección de tinta, impresoras térmicas e impresoras láser producen matrices de puntos. Sin embargo, esta palabra parece haber sido reservada para las impresoras matriciales por impacto

## Funcionamiento
Es empujado por un pequeño (electroimán), bien directamente o mediante un mecanismo de palancas. 
La parte móvil de la impresora es conocida como la cabeza de impresión, que generalmente imprime una línea de texto en cada movimiento horizontal sobre el papel. La mayoría de impresoras matriciales tienen una sola línea vertical de bastones metálicos de impresión. Otras tienen varias columnas entrelazadas para incrementar la densidad de puntos y, por tanto, la resolución de la impresión.
El ámbito va de las impresoras de 1 pin (empleadas en calculadoras e impresoras baratas para equipos de 8 bits), 9 pines (la más utilizadas), 18 pines (muy poco frecuentes), 24 pines (que copan la gama alta) y 27 pines (récord ostentado por la Apple ImageWriter LQ).
Aunque estas máquinas son muy duraderas, con el tiempo pierden eficacia. La tinta invade la guía de la cabeza de impresión, provocando que la suciedad se acumule, lo que termina deformando la forma circular de los agujeros en dicha guía, y en definitiva reduciendo la precisión de los bastones.
Actualmente se siguen vendiendo este tipo de impresoras, incluso con los grandes avances tecnológicos aplicados a la impresión. Muchas empresas de renombre y experiencia en este campo, venden modelos nuevos adaptados a los computadores y sistemas operativos modernos. El mercado donde se mueven este tipo de impresoras suelen ser la pequeña y mediana empresa y las administraciones públicas, especialmente en los casos en los que se utiliza papel autocopiante, pues este tipo de papel necesita siempre un impacto mecánico para realizar su función correctamente.
Partes:
•	Motor de arranque: Se encarga de mover el cabezal de impresión sobre el papel a ambos lados.
•	Rodillo: se encarga de introducir la hoja y colocarla frente al cabezal.
•	Motor del rodillo: Se encarga de mover el rodillo durante el proceso de impresión.
•	Cabezal: se encarga de "golpear" la cinta entintada para escribir sobre la hoja.
•	Fuente de poder: Recibe la electricidad desde el enchufe de corriente.
•	Cintas: Estas son las que permiten que las agujas marquen en la hoja. Están enrolladas en un recubrimiento de pasta.
•	Polea: Por aquí pasa la correa dentada la cual arrastra el carro.
•	Carro: En este se encuentran las agujas que por medio de la tarjeta controladora se sincronizan y hacen posible la impresión.
•	Interruptor: enciende y apaga el equipo.
•	Cubierta: protege los circuitos y da estética a la impresora.
•	Bandeja: Es el espacio asignado para colocar las hojas de manera correcta antes de entrar en el proceso de impresión.
•	Puerto: Permite la conexión de la impresora con la computadora por medio de un cable.

## Historia

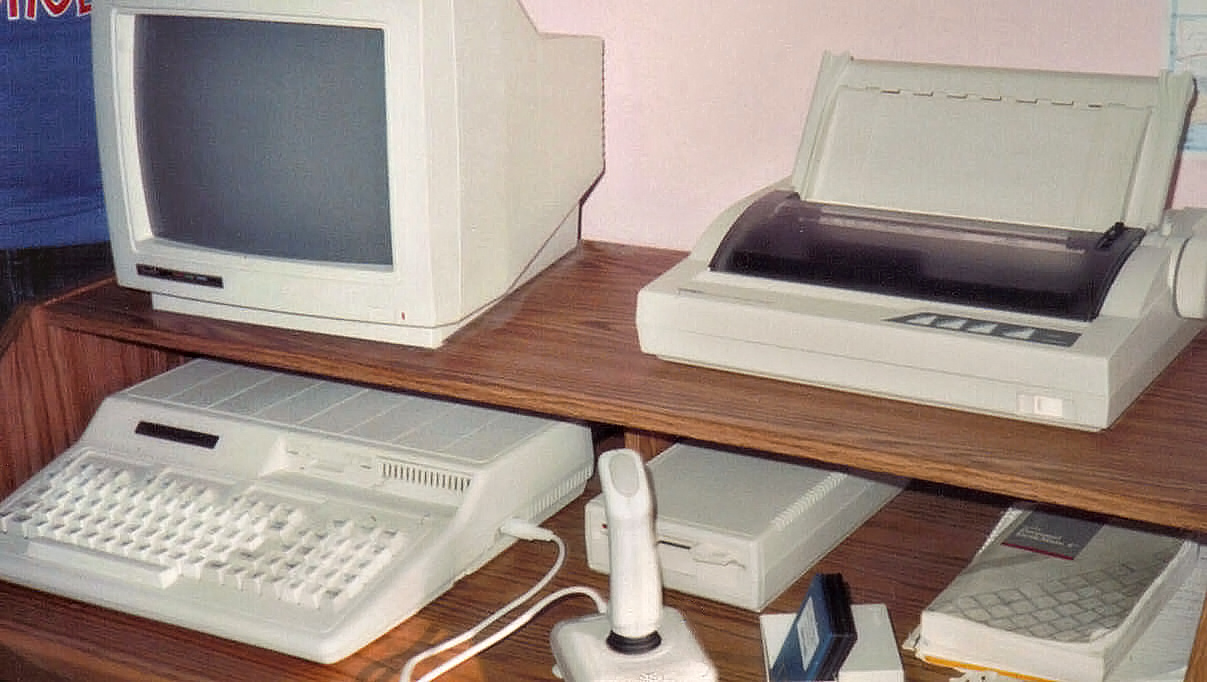
Un Tandy 1000 HX con una impresora Tandy DMP-133 de 9 agujas.

Las impresoras de agujas se centran mayoritariamente en el mercado de las computadoras IBM PC, ofreciendo compatibilidad con los códigos de impresión establecidos por IBM, Epson (ESC/P y ESC/P 2) y más frecuentemente con ambas normas. Para las computadoras domésticas cada casa solía producir una impresora que incorporaba los caracteres especiales de cada equipo. Pero destacan dos grandes subfamilias, las impresoras compatibles Commodore (que presentan al menos un puerto serie como el de los Commodore 64) y las impresoras compatibles MSX (que incorporan todo el set gráfico MSX como una ampliación del set Epson, y pueden hacer una copia de pantalla de los MSX). Mientras que en las primeras son pocos los casos preparados para usarse también con un PC, cualquier impresora MSX puede usarse sin problemas con cualquier PC basado en MS-DOS.

## Ventajas
- Las impresoras matriciales, como cualquier impresora de impacto, puede imprimir en papel multicapa o hacer copias carbón.
- Tienen un bajo costo de impresión por página.
- Conforme se termina la tinta, la impresión pierde intensidad gradualmente en lugar de terminar repentinamente durante un trabajo.
- Pueden trabajar con papel continuo en lugar de requerir hojas individuales, lo que las hace útiles para impresión de registros de datos.
- Son buenas en general para situaciones en las que la resistencia y durabilidad sea más importante que la calidad de impresión.

## Desventajas
- Las impresoras de impacto suelen ser ruidosas, hasta el punto de que existen carcasas aislantes para su uso en entornos silenciosos.
- Solo pueden imprimir texto y gráficos, con una resolución de color limitada, relativamente baja calidad y a poca velocidad.

## Galería de imágenes

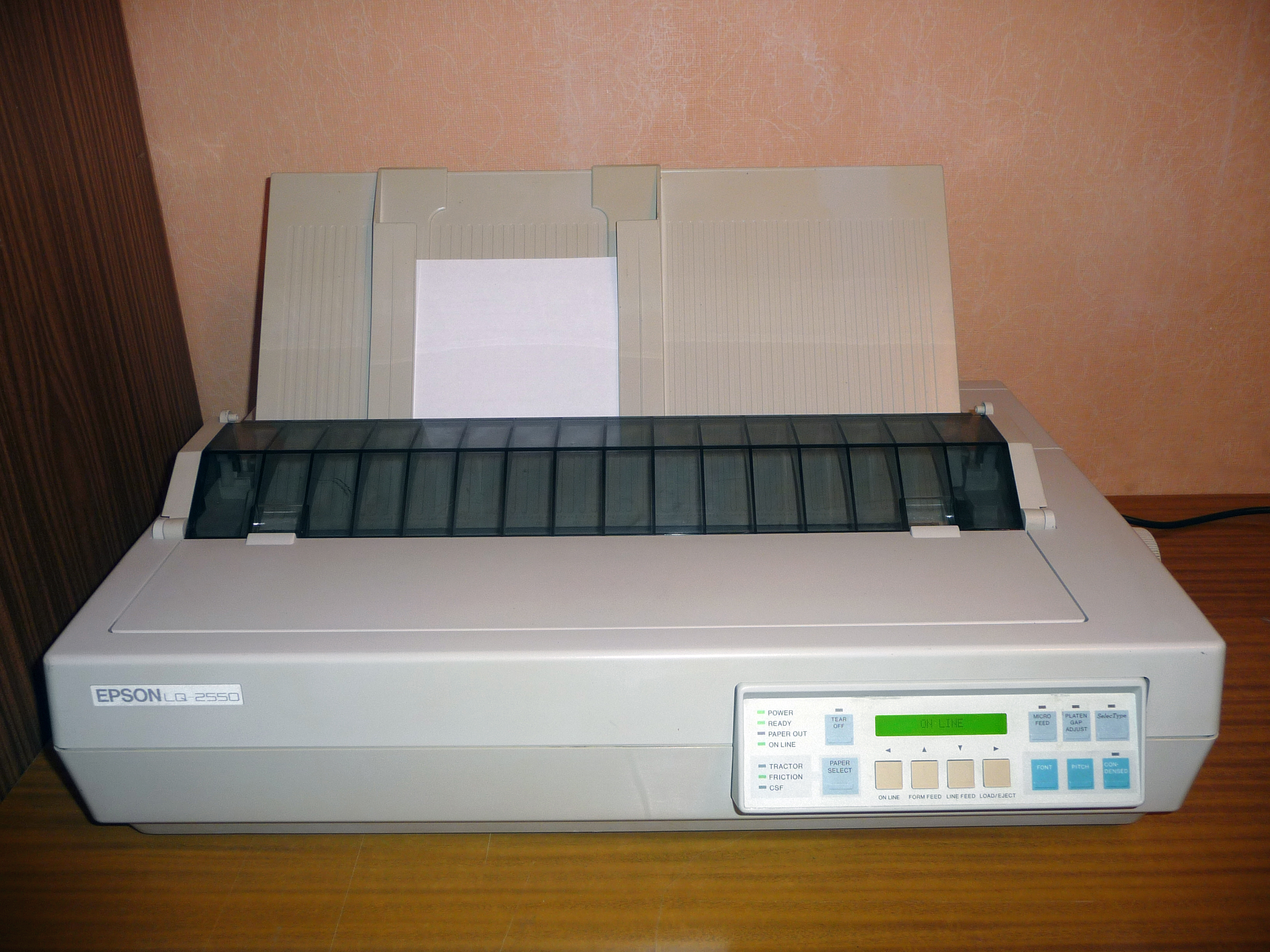
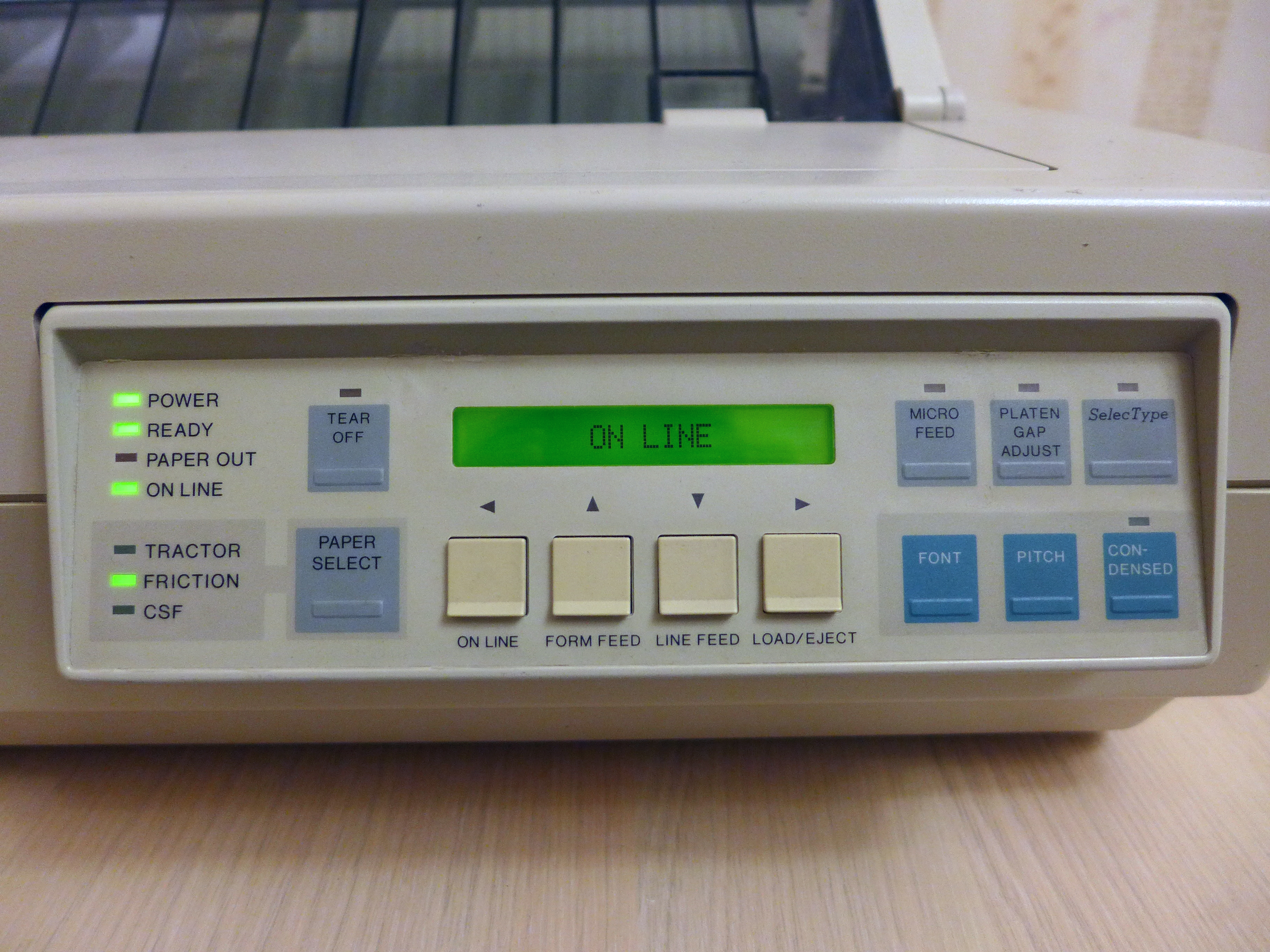
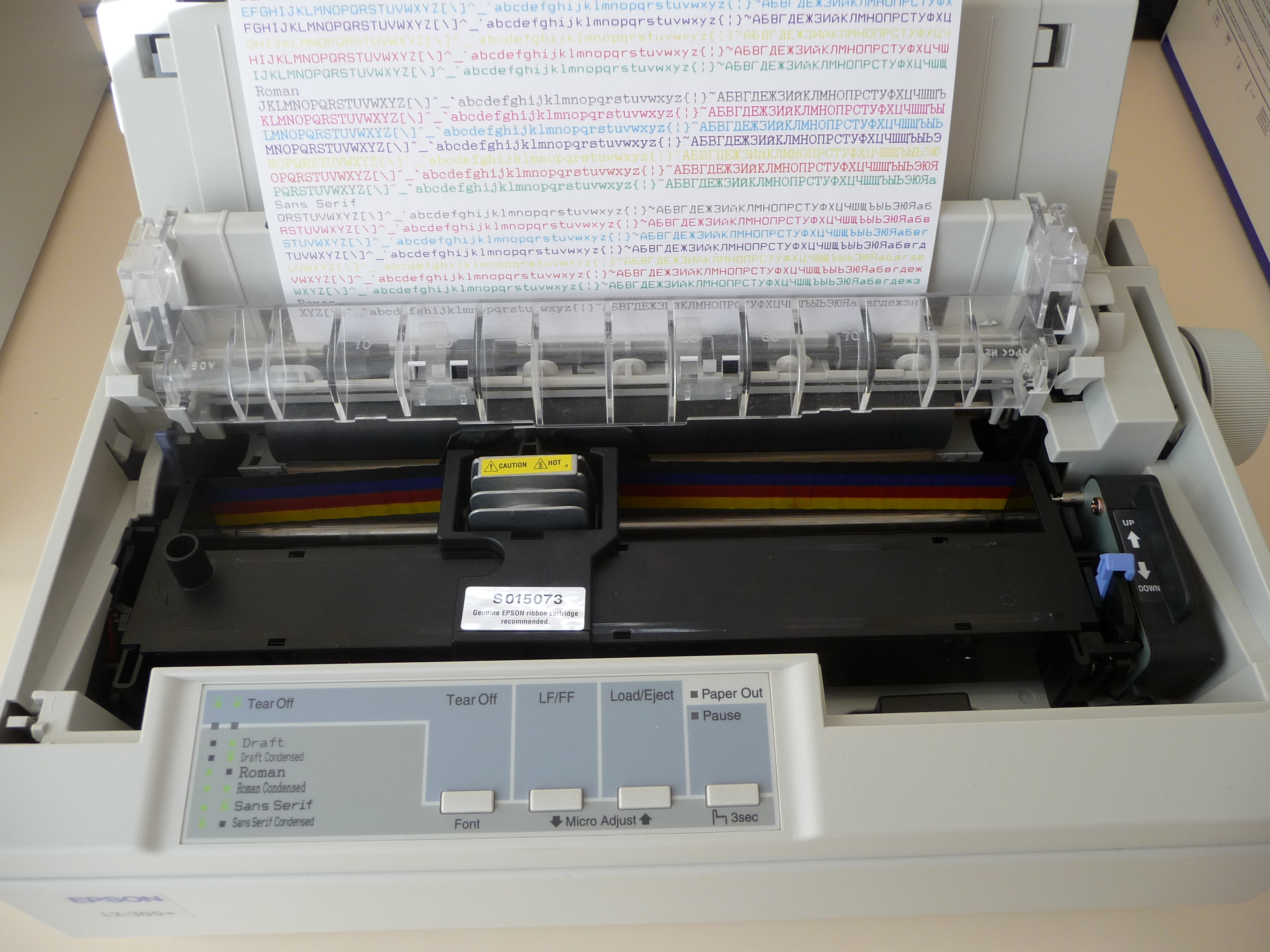
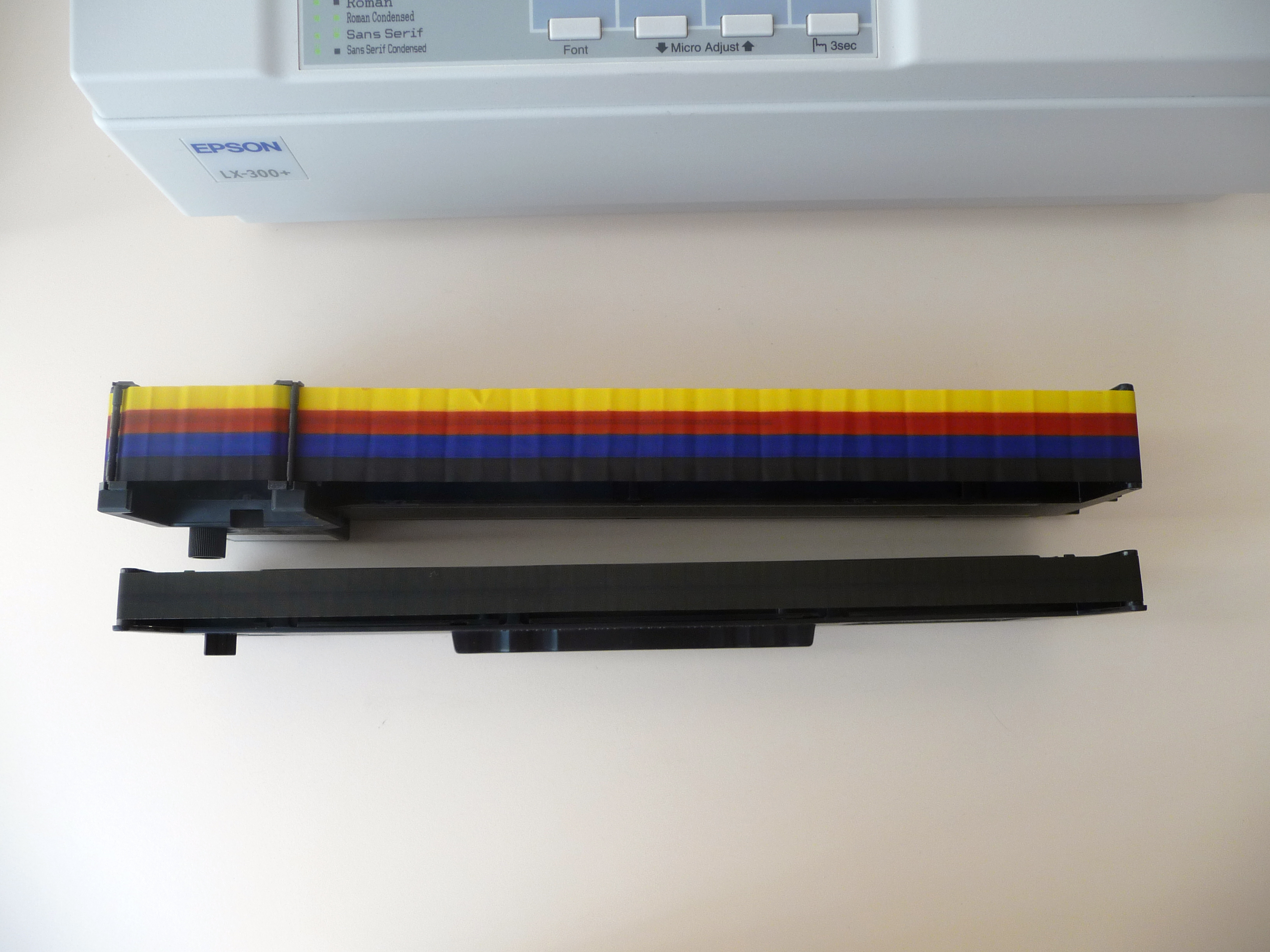
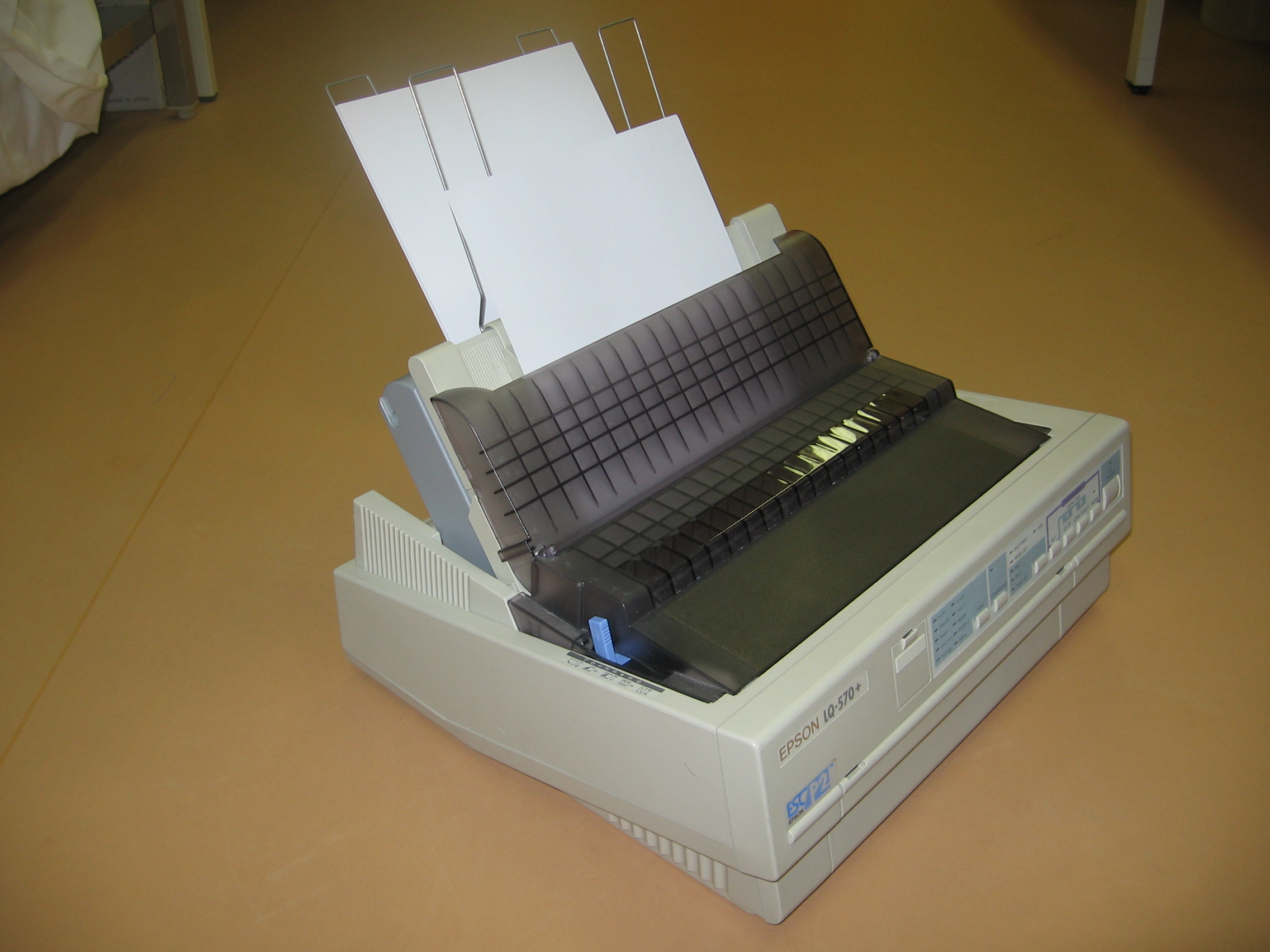
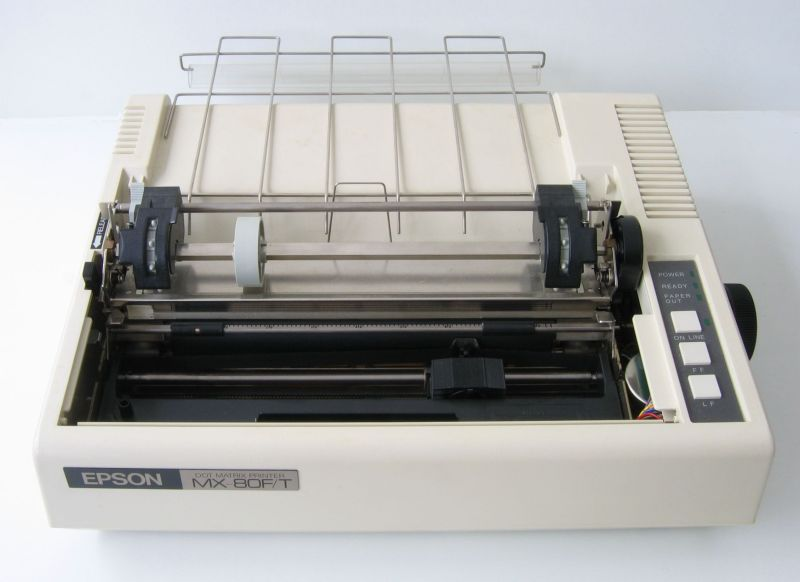
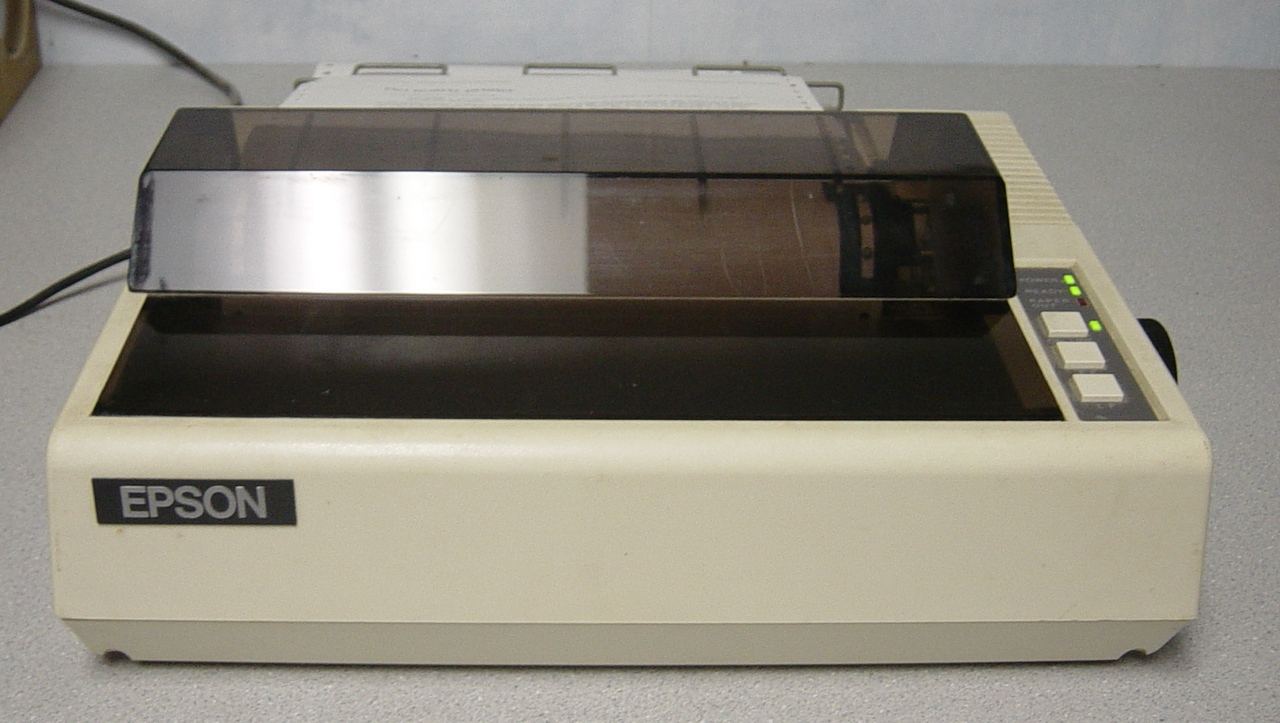
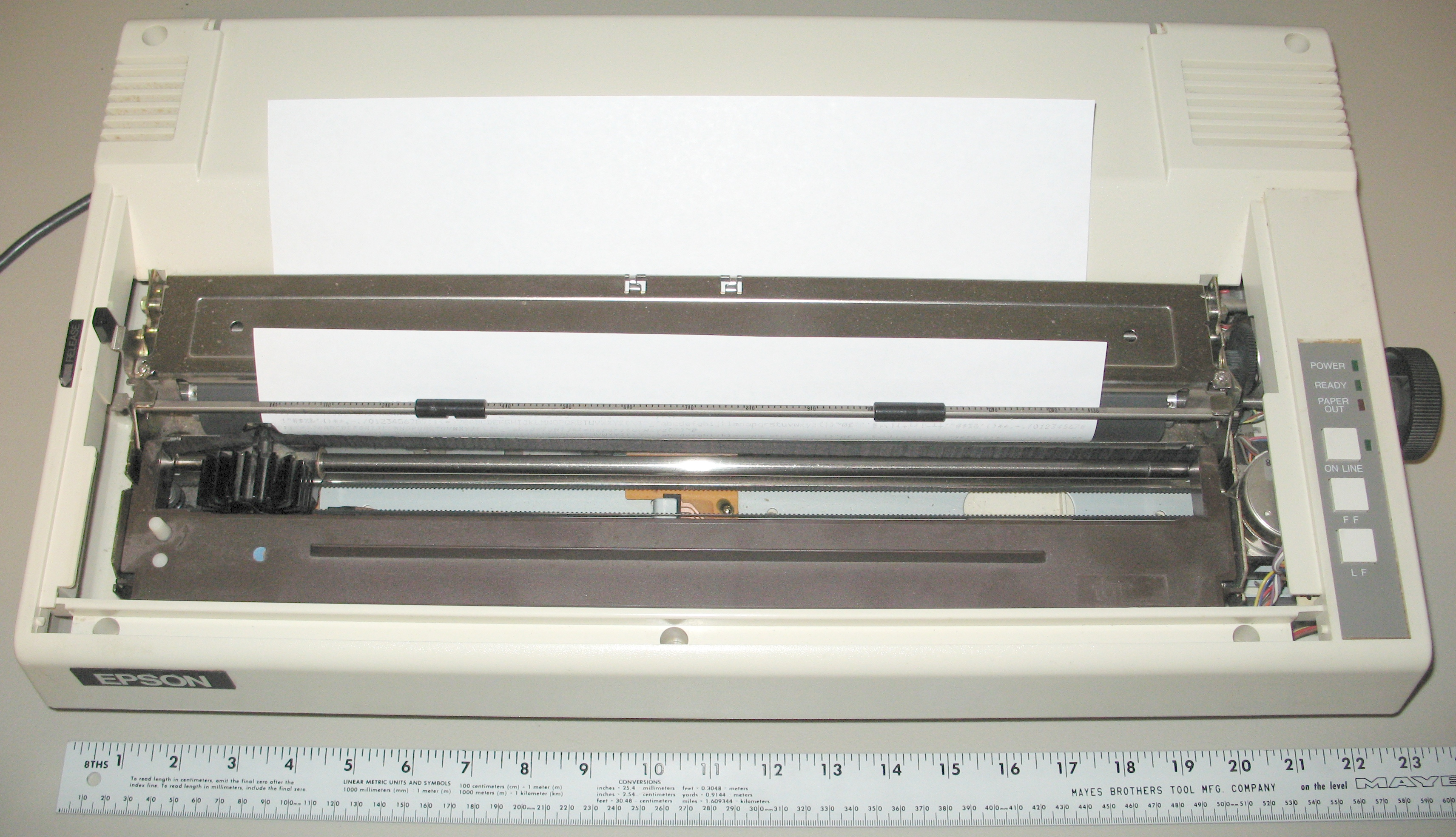
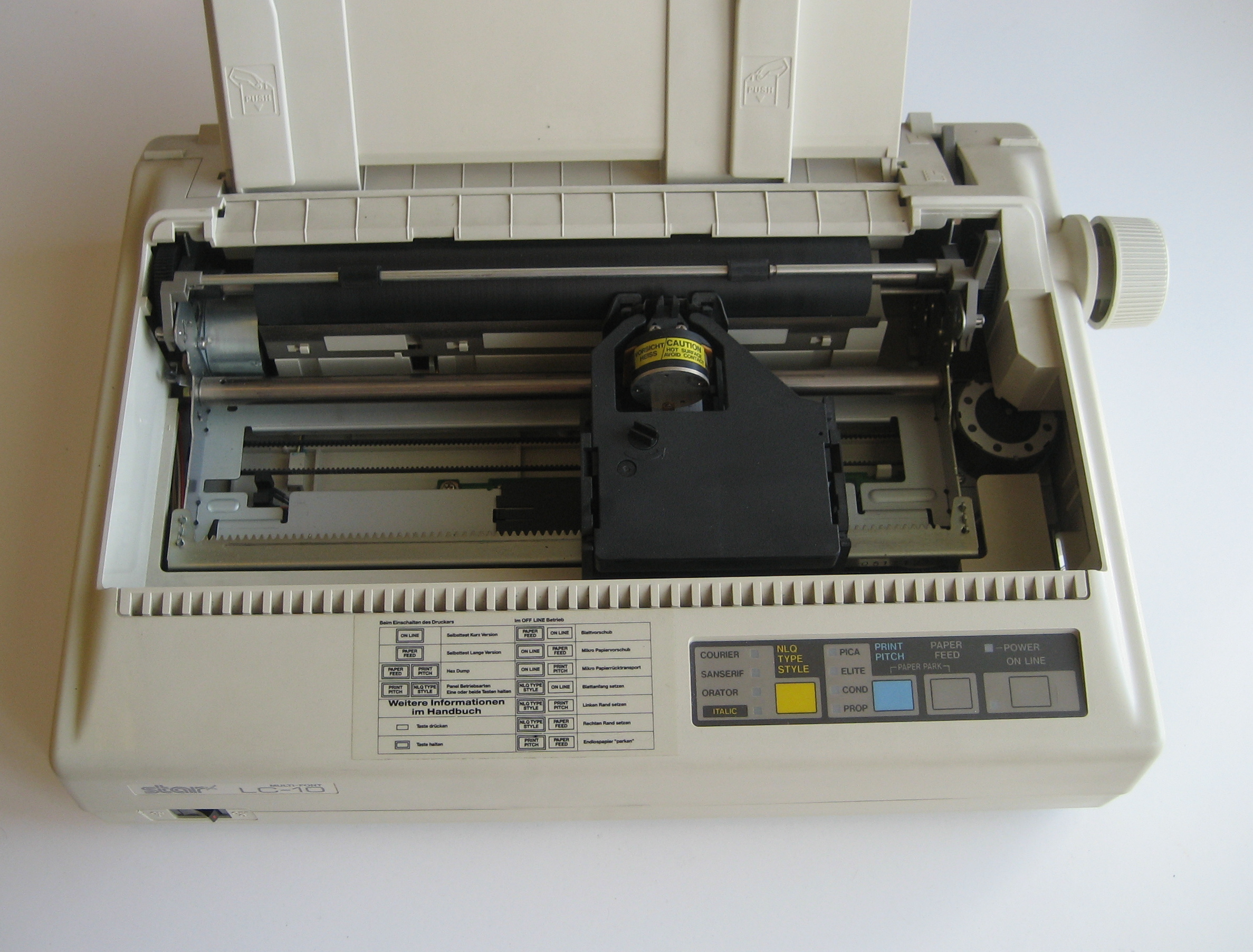